# Motor de física

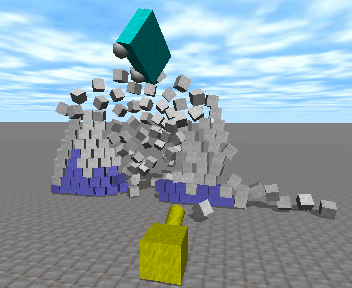
Simulação de uma parede de blocos sendo destruída, usando o motor de física ODE.

Motor de física, do inglês physics engine, é um tipo de motor de jogo que simula a física de Newton em modelos 3D, usando variáveis como massa, velocidade, fricção, e resistência ao ar, fazendo possível simular condições da vida real. Ele é usado principalmente em simulações científicas e em videogames.

## Unidade de Processamento de Física (PPU)
Em fevereiro de 2006, foi lançado a primeira Unidade de Processamento de Física (PPU) da Ageia (mais tarde fundida à nVidia), chamada PhysX, cuja funcionalidade é similar à Unidade de processamento gráfico (GPU) - separando o processamento da simulação de física das tarefas comuns, aliviando o peso da Unidade central de processamento (CPU). Apenas um pequeno ganho de desempenho foi observado para física de corpos rígidos. A Ageia PhysX é documentada com mais detalhes em sua patente.

## Motores
- Havok
- PhysX
- Bullet
- Open Dynamics Engine